# Continental (hãng đĩa)
Hãng dĩa Continental là một công ty hoạt động trong lĩnh vực công nghiệp ghi âm nổi tiếng của Việt Nam Cộng hòa. Hãng này ban đầu chuyên ghi âm, sản xuất dĩa nhạc dành cho máy hát, về sau mở thêm phân khúc băng magnetophon và băng cassette.

## Lịch sử
Hãng dĩa Continental được doanh nhân Huỳnh Văn Tứ và nhạc sĩ Nguyễn Văn Đông thành lập vào năm 1960 tại Sài Gòn. Ông Huỳnh Văn Tứ giữ chức vụ Giám đốc sản xuất, còn Nguyễn Văn Đông giữ chức vụ Giám đốc nghệ thuật. Những năm đầu hãng chỉ phát hành dĩa tân nhạc, tuy nhiên từ năm 1966 hãng thay đổi chủ trương sang phát triển song song hai bộ môn tân nhạc và cổ nhạc. Về tân nhạc, hãng phát hành băng dĩa thể loại nhạc vàng và tình khúc 1954-1975. Trong cổ nhạc, hãng sản xuất các chương trình cải lương và tân cổ giao duyên. Tính đến năm 1972, hãng có mạng lưới đại lý khắp 44 tỉnh của Việt Nam Cộng hòa.
Nhằm hiện thực hóa chủ trương nêu trên nhưng vốn là người sáng tác bên tân nhạc, Nguyễn Văn Đông đã chủ động học hỏi cổ nhạc soạn giả Hoàng Khâm, các danh cầm Văn Vĩ, Năm Cơ, Hai Thơm,...để cộng tác cùng các soạn giả cải lương. Công ty đã phát hành trên 50 tuồng cải lương kinh điển như Đoạn tuyệt, Mắt em là bể oan cừu, Mưa rừng, Nửa đời hương phấn, Sân khấu về khuya, Tiếng hạc trong trăng,..., đồng thời với hàng trăm chương trình tân cổ giao duyên. Hãng sử dụng máy móc tân kỳ, âm thanh hay nên dĩa tân cổ giao duyên bán chạy. Nghệ sĩ Thanh Nga cộng tác từ 1966, thu âm rất nhiều sản phẩm, đơn cử bản "Tình thơ mộng" (tân nhạc Hoàng Trọng & Vĩnh Phúc, vọng cổ Nguyễn Liêu) trong dĩa C.167-466-33 được đón nhận nồng nhiệt. Giám đốc nghệ thuật Nguyễn Văn Đông cũng công nhận rằng cổ nhạc "nuôi" tân nhạc.
Thời kỳ đầu hãng Continental chuyên ghi âm, phát hành dĩa nhạc dành cho máy hát, về sau lại khuếch trương hình thức băng magnetophon (thời này còn gọi đơn giản là "băng lớn") và băng cassette. Bước chuyển này nằm trong chiến lược thích ứng với thị hiếu thính giả từ đầu thập niên 1970, vì lúc đó công nghệ thu âm băng nhạc từ nước ngoài tràn vào Việt Nam làm sa sút nghiêm trọng thị trường dĩa nhựa Sài Gòn. Băng nhựa có đặc điểm âm thanh hay hơn, lời ca rõ hơn so với dĩa nhựa, nên Continental cũng không tránh được sự cạnh tranh từ các sản phẩm băng nhựa nhãn hiệu Trường Sơn, Thanh Thúy,... Bằng hình thức ghi âm mới mẻ này, công ty Continental đã phát hành nhiều băng tân nhạc theo chủ đề cũng như băng cổ nhạc, đồng thời ra mắt thêm nhãn băng Premier.
Nhờ bàn tay của hãng Continental, một số ca sĩ như Giao Linh hay cặp song ca Thanh Tuyền - Chế Linh đã thành danh, đến được với đông đảo thính giả.

## Băng nhạcContinental
Hãng Continental sử dụng băng cassette làm phương tiện hữu hiệu để phát hành các tuồng cải lương đã được rút gọn từ vài tiếng đồng hồ thành 90 phút. Nguyễn Văn Đông làm công việc sản xuất chương trình: phối hợp với các soạn giả rút gọn tuồng cho vừa thời lượng của băng, viết nhạc nền cũng như các đoạn tân nhạc cho các vở diễn.
Ngoài ra, hãng còn cho ra một số băng nhạc theo chủ đề thể loại tân nhạc, mở màn là Continental 1: Một bông hồng cho tình yêu được phát hành ngày 18 tháng 1 năm 1972. Nhạc hiệu của băng là đoạn nhạc hòa tấu bản "Chiều mưa biên giới", lời giới thiệu nếu có do giọng nữ xướng ngôn viên tên Hiền diễn đọc.
Năm 1974, hãng phát hành công trình nghệ thuật Continental 6 chủ đề Dân ca 3 miền - Nam, Trung, Bắc chuyên thể loại dân ca Việt Nam, nhan đề tiếng Anh là Vietnamese Traditional Songs. Để có được kết quả này, dựa trên phác thảo của Nguyễn Văn Đông, Y Vân đã dày công trong hai năm sưu tầm, sàng lọc các làn điệu dân ca rồi phát triển theo hướng hiện đại. Hãng Continental bỏ vốn lớn gồm cả các chi phí đi khảo sát thực tế nếu có, sưu tập khí nhạc, trình bày theo đúng nguyên bản, đúng tập tục cổ truyền. Tác phẩm được gửi tặng đại sứ quán các nước đóng tại đô thành và đại diện phụ trách văn hóa Việt Nam ở nước ngoài. Bên cạnh sự khích lệ của cơ quan đại diện tại Việt Nam Cộng hòa, Tổng Giám đốc UNESCO René Maheu do có hiểu biết về văn hóa Việt Nam đã hứa gửi chuyên gia hỗ trợ củng cố hồ sơ đề nghị công nhận di sản dân ca Việt Nam. Bộ hồ sơ đã được ban giám đốc hãng Continental và Y Vân hoàn tất trình Bộ Ngoại giao và Bộ Thông tin phê duyệt, dự định trình đi vào đầu năm 1975 nhưng vĩnh viễn gác lại vì hoàn cảnh lịch sử.
Thống kê chưa đầy đủ băng nhạc theo chủ đề Continental:

#### Continental 1: Một bông hồng cho tình yêu(1972)
| Mặt A 1. Nhạc hiệu 2. Đom đóm (Phượng Linh) – Giao Linh 3. Rồi một đêm đó (Ngọc Sơn) – Thanh Tuyền 4. Áo trắng người yêu (Nguyễn Vũ) – Thanh Lan 5. Bà mẹ hai con (Nguyễn Văn Đông) – Khánh Ly 6. Anh (Nguyễn Văn Đông) – Anh Khoa 7. Lời cuối cùng cho nhau (Đài Phương Trang) – Hùng Cường 8. Thu hoài cảm (Phượng Linh) – Thanh Lan 9. Anh trước tôi sau (Nguyễn Văn Đông) – Uyên Phương 10. Dáng xuân xưa (Nguyễn Văn Đông) – Sĩ Phú | Mặt B 1. Hoa đêm (Đài Phương Trang) – Anh Khoa & Giao Linh 2. Lời buồn thiếu phụ (L.X.Quang & L.T.Ngôn) – Hoàng Oanh 3. Chiều mưa biên giới (Vì Dân) – Giao Linh 4. Dù biết thế (Tuấn Hải) – Thanh Tuyền 5. Khúc tình ca hàng hàng lớp lớp (Nguyễn Văn Đông) – Anh Khoa & Giao Linh 6. Sao em không nhìn anh (Thùy Linh) – Hùng Cường 7. Về mái nhà xưa (Nguyễn Văn Đông) – Uyên Phương 8. Mùa đông về chưa em (Nguyễn Vũ) – Giao Linh 9. Phiên gác đêm xuân (Vì Dân) – Anh Khoa 10. Nhạc dứt |

#### Continental 5: Quê hương tìm lại ngày vui(1974)
| Mặt A 1. Lời giới thiệu – XNV 2. Quê hương tìm lại ngày vui (Song An & Trùng Dương) – Thanh Tuyền & Bùi Thiện 3. Người em hải đảo (Trùng Dương) – Hoàng Oanh 4. Cho tôi hát bài ca dao (Nhất Sơn) – Tài Lương 5. Má hồng Đà Lạt (Minh Kỳ & Lan Anh) – Thanh Tuyền 6. Đến một ngày (Đài Phương Trang) – Phương Đại & Sơn Ca 7. Cho người tình nhỏ (Mai Bích Dung) – Hương Lan 8. Yêu mùa hè (Yến Lan) – Sơn Ca 9. Đưa người yêu về quê hương (Đài Phương Trang) – Hồng Vân 10. Ai là tri kỷ (Linh Vũ & Minh Sơn) – Giao Linh 11. Cho tôi sống (Dạ Ly Vũ) – Duy Quang & gia đình Phạm Duy | Mặt B 1. Tía em, má em (Văn Lương) – Thanh Tuyền, Bùi Thiện & Phương Đại 2. Con sáo sang sông (Phạm Minh Cảnh) – Sơn Ca 3. Chuyện tình hồ Than Thở (Minh Kỳ & Anh Bằng) – Thanh Tuyền 4. Mùa đông xứ Huế (Minh Kỳ & Lê Dinh) – Hoàng Oanh 5. Mời em về quê anh (Phạm Vũ Anh Tứ) – Thanh Tuyền & Bùi Thiện 6. Tình đời đổi thay (Minh Kỳ & Song An) – Khánh Ly 7. Tình khúc Trương Chi, Mỵ Nương (Mạc Phong Linh) – Sơn Ca 8. Thanh bình cho anh, thanh bình cho em (Minh Kỳ & Huy Cường) – Thanh Tuyền 9. Mùa thu lá bay (Anh Bằng & Lê Dinh) – Tài Lương 10. Còn trong tầm tay (Nhất Quốc Tâm) – Hùng Cường & Thanh Tuyền 11. Lời tạm biệt – XNV |

#### Continental 6: Dân ca 3 miền – Nam, Trung, Bắc(1974)
| Mặt A 1. Lời giới thiệu – XNV 2. Thề non nước (Y Vân, thơ Tản Đà. Soạn theo điệu ả đào miền Bắc, địa phương: Hà Đông) – Hoàng Oanh & Mai Hương 3. Lên thác xuống ghềnh (ca dao cải biên, soạn theo điệu chèo miền Bắc) – Sơn Ca 4. Lý cái cò (ca dao, soạn theo dân ca miền Bắc, xuất phát từ Bắc Ninh) – Thanh Tuyền 5. Mô, tê, răng, rứa (ngôn ngữ dân gian, dân ca miền Trung của ba xứ Thanh Hóa–Nghệ An–Hà Tĩnh) – Ban tam ca Đông Phương (Tuyết Hằng, Thu Hà & Hồng Vân) 6. Lượng vàng không tiếc (ca dao, dân ca miền sông nước Tây Nam Bộ) – Thanh Tuyền 7. Gió đánh đò đưa (ca dao, soạn theo dân ca miền Bắc) – Phương Hồng Quế & Bùi Thiện 8. Lý qua đèo (dân ca miền Trung miền đồi núi Trường Sơn) – Thái Thanh 9. Lý nuôi ong (dân ca miền Nam, xuất phát từ vùng Tam Biên (Ba Biên Giới)) – Tài Lương 10. Vang bóng thời xưa (thể điệu hát ru miền Bắc, âm hưởng cổ truyền) – Phương Đại & Sơn Ca 11. Văn tế khóc chồng (ca dao, soạn theo chầu văn miền Bắc) – Hồng Vân | Mặt B 1. Hát bai, hai bát (ca dao, dân ca miền Bắc, xuất phát từ Sơn Tây hay chơi chữ và nổi tiếng nói lái) – Ban tam ca Đông Phương 2. Lý chim quyên (dân ca miền Nam Trung Bộ) – Thanh Tuyền 3. Tuổi về chiều (thể điệu chèo Bắc, thường nghe ở Hà Đông, âm hưởng cò lả Bắc Ninh) – Hoàng Oanh 4. Cầu sương, điếm cỏ (dân ca miền Trung từ cố đô Huế) – Thái Thanh 5. Đò dọc, đò ngang (dân ca miền Nam, tiết tấu như nhịp chèo trên sông Hậu) – Tài Lương & Phương Đại 6. Lý toan tình (ca dao, thể điệu dân ca miền Bắc) – Sơn Ca 7. Qua cầu gió bay (ca dao, soạn theo quan họ Bắc Ninh) – Hoàng Oanh & Mai Hương 8. Lý giang nam (dân ca miền Trung, hình thức hát lối – hát lý) – Hồng Vân 9. Hái quả (ca dao, lối hát quan họ) – Phương Hồng Quế 10. Việt Nam muôn thuở (Nguyễn Văn Đông, thể điệu dân nhạc) – Thanh Tuyền & Bùi Thiện |

#### Continental: Nhạc hồng tình yêu
| Mặt A 1. Thầm kín (Phượng Linh) – Giao Linh 2. Trọn đời thương nhau (Tuấn Hải & Bão Tố) – Hoàng Oanh 3. Vùng biển trời và màu áo em (Nguyễn Vũ & Mặc Thế Nhân) – Chế Linh 4. Thương muộn (Phượng Linh) – Thanh Tuyền 5. Ngày xưa em nói (Anh Việt Thanh & Anh Việt Linh) – Phương Dung 6. Huyền thoại chiều mưa (Nguyễn Vũ) – Thanh Lan & Anh Khoa 7. Lệ tình (Hoài Phương) – Khánh Ly 8. Những ngày hoa mộng (Trương Hoàng Xuân) – Hà Thanh 9. Đẹp lòng người yêu (Ngọc Sơn & Tuấn Hải) – Thanh Tuyền 10. Loài hoa không tên (Xuân Điềm & Song Ngọc) – Giao Linh 11. Trìu mến (Phố Thu & Lê Kim Khánh) – Trúc Ly 12. Một lần đến thăm anh (Tuấn Hải) – Hoàng Oanh 13. Hái hoa rừng cho em (Trương Hoàng Xuân & Hoàng Ngọc Quyên) – Thanh Tuyền & Chế Linh | Mặt B 1. Niềm đau dĩ vãng (Phượng Linh) – Giao Linh 2. Gửi niềm thương về Huế (Tuấn Hải & Cao Lê) – Hoàng Oanh 3. Trao người ở lại (Trương Hoàng Xuân) – Chế Linh 4. Lời buồn con gái (Nguyễn Vũ) – Khánh Ly 5. Màu tím pensée (Ngọc Sơn & Đài Phương Trang) – Giao Linh 6. Vùng trời mây tím (Nguyễn Vũ) – Hoàng Oanh & Thanh Vũ 7. Màu hoa kỷ niệm (Hoài Phương) – Hà Thanh 8. Dù một hai năm (Hoài Linh) – Giao Linh 9. Tình mùa hoa phượng (Hà Phương) – Thanh Tuyền 10. Xin đừng hỏi tôi (Ngọc Sơn) – Hoàng Oanh 11. Sắc hoa màu nhớ (Vì Dân) – Giao Linh 12. Ngỏ ý (Hoài Phương) – Trúc Ly 13. Tâm sự thủy thủ (Y Vũ) – Phượng Bằng, Thanh Vũ & Hồng Phúc |

## Băng nhạcPremier
Năm 1971, hãng Continental phát hành một nhãn hiệu băng hoàn toàn mới là Premier, cũng tại quầy 167 thương xá Tax, tức quán nhạc Kim Oanh. Nhãn hiệu này chỉ để phát hành băng nhạc theo chủ đề dưới hình thức băng magnetophon và băng cassette, không phát hành dĩa nhựa. Băng Premier mang nhiều nét tương đồng với băng Sơn Ca. Trước hết, Premier cũng do nhạc sĩ Nguyễn Văn Đông chủ trì dưới nghệ danh Phượng Linh. Thứ nữa, mở đầu các băng Premier đều có đoạn nhạc hiệu độc đáo kèm lời giới thiệu phần đa là do giọng nữ xướng ngôn viên tên Hiền (cũng là người diễn đọc lời giới thiệu-tạm biệt của băng Sơn Ca và băng theo chủ đề Continental); nhiều băng có kèm lời tạm biệt ở cuối.
Hiện thống kê được chương trình Premier có sáu băng nhạc chủ đề:

#### Premier 1: Tìm về kỷ niệm(1971)
| Mặt A 1. Lời giới thiệu – Hoàng Oanh 2. Sao nỡ đành quên (Tô Thanh Tùng & Thanh Tuấn) – Thanh Tuyền 3. Tình cuối tình đầu (Trầm Tử Thiêng) – Khánh Ly 4. Lụy tình (Đỗ Lễ) – Phương Dung 5. Yêu thầm (Hồng Vân) – Giao Linh 6. Nói với người tình (Thăng Long & Trúc Sơn) – Thanh Tuyền & Chế Linh 7. Giá lạnh (Hoàng Trang) – Trúc Mai 8. Tình đầu là kỷ niệm sầu (Anh Phong) – Lệ Thu 9. Ngày còn em bên tôi (Trầm Uyên Khanh) – Chế Linh 10. Khi đã yêu (Phượng Linh) – Hà Thanh 11. Ánh đèn màu (nhạc Anh Quốc "Eternally" của Charlie Chaplin, lời Việt Nguyễn Huy Hiển) – Ánh Tuyết 12. Căn nhà dĩ vãng (Đài Phương Trang) – Thanh Tâm & Chế Linh | Mặt B 1. Nửa đêm thương nhớ (Hoàng Trang) – Giao Linh 2. Xin người đừng yêu tôi (Ngân Giang) – Chế Linh 3. Tôi bước vào yêu (Hồng Vân) – Phương Dung 4. Hương tình cũ (Thanh Sơn) – Thanh Tuyền 5. Thoáng giấc mơ qua (Nguyễn Vũ) – Chế Linh & Giao Linh 6. Kiếp hoa (Đài Phương Trang) – Thanh Tuyền 7. Đêm trên đỉnh sầu (Ngân Giang) – Chế Linh 8. Quê hương tìm giấc ngủ (Mặc Thế Nhân) – Thanh Tuyền 9. E ngại (Phố Thu & Tuấn Hải) – Giao Linh 10. Ga chiều phố nhỏ (Nguyễn Vũ) – Chế Linh 11. Sầu dĩ vãng (nhạc Cuba "Quizás, quizás, quizás" của Osvaldo Farrés, lời Việt Minh Trang) – Thái Thanh & Quỳnh Giao |

#### Premier 2: Một thuở yêu nhau(1972)
| Mặt A 1. Lời giới thiệu – Giao Linh 2. Người yêu cô đơn (Phạm Vũ Anh Tứ) – Thanh Tuyền 3. Tan rồi em ơi (Mạnh Giác) – Giao Linh 4. Lá thư cuối cùng (Mộng Long) – Chế Linh 5. Hẹn kiếp lai sinh (Tấn An) – Khánh Ly 6. Kỷ vật tình yêu (Đài Phương Trang) – Chế Linh & Thanh Tâm 7. Gọi tên một người (Ngọc Sơn) – Hùng Cường 8. Đêm nhớ người tình (Phạm Vũ Anh Tứ) – Thanh Tuyền 9. Đoạn tuyệt (Phượng Linh) – Chế Linh 10. Nhật thực (Viễn Chinh) – Giao Linh 11. Ước mộng đôi ta (Đài Phương Trang) – Chế Linh & Thanh Tâm | Mặt B 1. Trót dại (Tuấn Hải) – Giao Linh 2. Hẹn nhau chiều Chúa Nhật (Nguyễn Vũ) – Chế Linh 3. Khó tin (Tuấn Hải) – Thanh Tâm 4. Tâm sự tuổi tình yêu (Tuấn An) – Thanh Tuyền 5. Tình đầu dang dở (Thùy Linh) – Chế Linh & Thanh Tâm 6. Truông mây (Hoàng Long Nguyên/Phượng Linh) – Hùng Cường 7. Xin đừng trách anh (Phượng Linh) – Giao Linh 8. Bà mẹ hai con (Nguyễn Văn Đông) – Chế Linh 9. Em vẫn của anh (Đài Phương Trang) – Thanh Tuyền 10. Chúa Nhật buồn (Phạm Vũ Anh Tứ) – Chế Linh & Thanh Tâm |

#### Premier 3: Thuở ban đầu(1972)
| Mặt A 1. Lời giới thiệu – XNV 2. Tấm ảnh không hồn (Hoài An) – Giao Linh 3. Tình đời tay trắng (Đài Phương Trang) – Chế Linh 4. Sao nỡ vô tình (Phạm Tứ) – Giáng Thu 5. Tình cô gánh hàng rong (Ngân Giang) – Thanh Tâm 6. Ước mộng không thành (Phạm Vũ Anh Tứ) – Trúc Mai 7. Nhẫn cỏ cho em (Vinh Sử) – Chế Linh 8. Làm sao quên được (Phạm Tứ) – Trang Mỹ Dung 9. Kỷ niệm khôn nguôi (Thanh Triết) – Giao Linh 10. Tình nghèo có nhau (Đài Phương Trang) – Chế Linh & Thanh Tâm | Mặt B 1. Đừng nhắc chuyện lòng (Phạm Vũ Anh Tứ) – Giáng Thu 2. Xa cuộc tình xưa (Đài Phương Trang) – Trúc Mai 3. Chắc không bao giờ (Lê Kim Khánh) – Giao Linh 4. Tình nào trong mắt em (Ngân Giang) – Chế Linh 5. Đường tình đôi ngả (Nguyên Vỹ) – Thanh Phong & Giao Linh 6. Hai bàn tay trắng (Vinh Sử) – Chế Linh 7. Chuyện đêm qua (Phạm Vũ Anh Tứ) – Thanh Tâm 8. Anh không muốn xa em (Giao Tiên) – Phương Đại 9. Bài ca hạnh phúc (Phượng Linh) – Connie Kim 10. Nhạc dứt |

#### Premier 4: Kể chuyện tình yêu(1973)
| Mặt A 1. Lời giới thiệu – XNV 2. Kỷ niệm chúng mình (Phạm Vũ Anh Tứ) – Thanh Tuyền 3. Người quên kẻ nhớ (Đài Phương Trang) – Giao Linh 4. Cay đắng tình đời (Phượng Linh) – Thanh Lan 5. Một lần lên xe hoa (Phạm Vũ Anh Tứ) – Phương Dung 6. Chuyện người đẹp đêm trăng (Ngân Giang) – Đức Minh & Giao Linh 7. Nghe hạt mưa sa (Ngô Sĩ) – Trúc Mai 8. Có bao giờ (Phạm Vũ Anh Tứ) – Giáng Thu 9. Chuyện tình hoa mười giờ (Đài Phương Trang) – Thanh Tuyền 10. Dù anh nghèo (Tô Thanh Tùng) – Chế Linh & Thanh Tâm | Mặt B 1. Thế là hết (Ngân Giang) – Giao Linh 2. Lính trận miền xa (Bằng Giang & Anh Châu) – Chế Linh 3. Bông hồng cài áo trắng (Phượng Linh) – Thanh Lan 4. Tình bậu muốn thôi (Viễn Chinh) – Giáng Thu 5. Đồng cảnh ngộ (Ngân Giang) – Phương Đại & Thanh Tuyền 6. Phận buồn (Trung Danh) – Trang Mỹ Dung 7. Rồi ngày mai xa nhau (Thanh Triết) – Thanh Tuyền 8. Màu hoa cúc (Đài Phương Trang) – Đức Minh 9. Tạ ơn (Thảo Trang) – Hoàng Oanh 10. Lời tạm biệt – XNV |

#### Premier 5: Quê hương và người tình(1973)
| Mặt A 1. Lời giới thiệu – XNV 2. Những mùa trăng (Ngân Giang) – Thanh Tuyền 3. Nhật ký tình yêu (Phạm Vũ Anh Tứ) – Phương Dung 4. Đêm buồn phố thị (Nguyễn Vĩ) – Chế Linh 5. Có lẽ (Tuấn Hải – Lê Kim Khánh) – Giao Linh 6. Tuyệt vọng (Ngân Giang) – Thanh Lan 7. Bên kia đường (Đài Phương Trang) – Đức Minh 8. Đêm còn buồn (Thùy Linh) – Trúc Mai 9. Đẹp (Minh Nhựt & Tuấn Hải) – Hà Thanh 10. Giấc mơ tình yêu (Tuấn Hải) – Thanh Lan 11. Những con đường tình sử (Nguyễn Vĩ) – Chế Linh | Mặt B 1. Hoa bưởi (Mộng Long) – Thanh Tuyền 2. Tâm niệm (Hồng Vân) – Lệ Thu 3. Lời chinh nhân (Bảo Thu) – Chế Linh 4. Thôi anh về đi (Ngọc Sơn) – Giao Linh 5. Lời yêu không ngỏ (Tuấn Hải) – Thanh Tâm 6. Lầm tưởng (Lê Kim Khánh) – Phương Dung 7. Gởi người chung xóm (Đài Phương Trang) – Chế Linh 8. Bạn cùng tôi (Dương Thiệu Tước) – Quỳnh Giao 9. Mây hoang (L.X.Quang & L.T.Ngôn) – Thanh Lan 10. Giông tố qua rồi (Bằng Giang & Châu Kỳ) – Đức Minh 11. Lời tạm biệt – XNV |

#### Premier 6: Những chuyện tình khắc khoải dở dang
| Mặt A 1. Lời giới thiệu – XNV 2. Cho anh hỏi (Lê Dinh) – Thanh Tuyền 3. Em vẫn còn tin anh (Phạm Vũ Anh Tứ) – Phương Hồng Quế 4. Năm cụm núi quê hương (Minh Kỳ, viết theo ý thơ Tường Linh) – Hương Lan 5. Mùa mưa kỷ niệm (Đài Phương Trang) – Tài Lương 6. Như cõi hoang vu (Lê Dinh & Tây Phố) – Giao Linh 7. Phố xưa (Phạm Vũ Anh Tứ) – Phương Đại 8. Tình thương vô cùng (Mai Bích Dung) – Trúc Mai 9. Cho ân tình nở hoa (Đài Phương Trang) – Hồng Vân 10. Đố ai cấm được chim bay (Duy Thanh) – Sơn Ca & Hùng Cường | Mặt B 1. Ước mong ngày sau (Đài Phương Trang) – Phương Hồng Quế 2. Cung buồn tháng hạ (Lê Dinh & Tôn Nữ Thụy Khương) – Giao Linh 3. Biết tìm ở đâu (Mạc Phong Linh) – Trang Mỹ Dung 4. Ân tình cũ (Tôn Nữ Thụy Khương) – Thanh Tuyền 5. Niềm đau nuối tiếc (Nhất Sơn) – Tài Lương 6. Trước mắt chúng ta (Anh Bằng) – Khánh Ly 7. Sống với nỗi buồn (Hoàng Hải) – Giao Linh 8. Nhớ gì không em (Dạ Cầm) – Anh Khoa 9. Ly ca (Phương Trà) – Thanh Tuyền 10. Tình yêu tuổi trẻ (Minh Kỳ) – Duy Quang & gia đình Phạm Duy 11. Lời tạm biệt – XNV |